# Radoblje
Radoblje – wieś w Słowenii, w gminie Laško. W 2018 roku liczyła 108 mieszkańców.